# Ревизор (комедия)
Вижте пояснителната страница за други значения на Ревизор.
„Ревизор“ (на руски: Ревизо́р) е комедия в 5 действия на Николай Гогол. Написана е през есента на 1835 г., а през пролетта на следващата е поставена за първи път на театрална сцена в Санкт-Петербург.

## Действащи лица
- Антон Антонович Сквозник-Дмухановски – градоначалник
- Анна Андреевна – негова жена
- Мария Антоновна – негова дъщеря
- Лука Лукич Хлопов – училищен настоятел
- Жена му
- Амос Фьодорович Ляпкин-Тяпкин – съдия
- Артемий Филипович Земляника – началник на благотворителните заведения
- Иван Кузмич Шпекин – пощенски началник
- Пьотър Иванович Добчински, Пьотър Иванович Бобчински – градски помешчици
- Иван Александрович Хлестаков – чиновник от Петербург
- Осип негов слуга
- Християн Иванович Гибнер – околийски лекар
- Фьодор Андреевич Люлюков, Иван Лазаревич Растаковски, Степан Иванович Коробкин – чиновници в оставка, почтени лица в града
- Степан Илич Уховертов – полицейски пристав
- Свистунов, Пуговицин, Держиморда – стражари
- Абдулин – търговец
- Февронья Петровна Пошлепкина – жена на железар
- Жената на един подофицер
- Мишка – слуга у градоначалника
- Слуга в хотела
- Гости и гостенки, търговци, еснафи, тъжители

## Сюжет
Сюжетът ѝ е подсказан от Пушкин, когото самия в провинциално градче объркали с пристигнал от столицата ревизор и това поражда небивала суматоха сред местното чиновничество. В основата на творбата заляга чисто руският анекдот за мнимия ревизор, който, разгърнат в оригинален драматургичен наратив, се превръща в обвинителен акт срещу цялата бюрократична система в Русия с присъщите ѝ произвол, корупция и беззаконие, характерни впрочем за всяко административно управление.

## Рецензия
Комедията и нейното драматургично представление са сред най-значимите културни събития в Русия във века на нейното израстване като държава-стожер на Свещения съюз и покровител на изкуствата, сред които изпъква руската класическа литература. За това допринася и вниманието, което е отделено на премиерата на „Ревизор“ от руския цар и император. Николай I, заедно с престолонаследника Александър II, заявяват присъствието си в ложите на театъра, което още повече центрира обществения фокус на внимание върху постановката. Зрителите забелязват, че по време на представлението държавният глава се смее от сърце.
Произведението е оценено подобаващо от литературната критика като първата проява на реализма на т.нар. натурална школа в руската литература. Сюжетната колизия и безпощадна сатира над еснафските нрави придават общочовешки гротесков колорит на произведението, а типологията на характерите на главните герои – неповторима социална живописност и неимоверна психологическа вместимост в етера на образите.
Драматургичната постановка по „Ревизор“ е представена за първи път на 19 април 1836 г. на сцената на Александровския театър в столицата на империята. След представлението буквално цялото обществено мнение в Санкт Петербург, Москва и по-големите градове на страната е „взривено“ от видяното и чутото. Авторът, поставен в центъра на обществения и литературен дебат, се вижда принуден да замине доброволно в изгнание в Швейцария за цели 12 години поради оценките за внушенията на творбата, които захранват зловредния нравствено-психологически климат, водещ до всеобща духовна деградация във всяко общество. В центъра на сюжета на „Ревизор“ се намира огледало на обществото, символизиращо суетата.

## Международни премиери и сцени
- Париж – „Порт-Сен-Мартен“ (1853), театър „Евр“ (1898), театр „Режан“ (1907), Театър Елисейски поля (1925), театър „Ателие“ (1948); Лайпцигски театър (1857)
- Берлин – Придворен театър (1895), „Шилер-театър“ (1902, 1908), Немски театър (1907, 1950. 1952);
- Прага – Временен театър (1865), Национален театър (1937), Реалистичен театър (1951)
- Белград – Кралски театър (1870, 1889), Краковски театър (1870);
- Виена – „Бургтеатър“ (1887, 1894), „Йозефщадтеатър“ (1904), Свободен театър (1907), театър „Скала“ (1951). „Фолкстеатър“ (1957);
- Брюксел – „Нуво театър“ (1897), Кралски театър (1899);
- Дрезден – Придворен театър (1897), Шведски театър, Гелсингфорс (1903);
- Лондон – „Стейдж театър“ (1906), „Барнс театър“ (1926);
- Варшавска филхармония (1907)

Превод на български език е публикуван през 1891 г. от Иван Иванов в Шумен.